# 단 (단위)
단(段)은 동아시아의 도량형인 척관법에서 쓰는 넓이의 단위이다. 단보(段步)라고도 한다.

## 단위 환산
일본제국 및 대한제국에서 제정한 도량형에 따라 미터법으로 환산할 수 있다.
단은 땅의 넓이를 셀 때만 쓰는 단위로서 1단은 300평이다. 미터법으로는 120,000/121 제곱미터(약 991.74 m2)이다.

## 용례
길이와 넓이를 셀 때 “몇 단 몇 자”와 같은 식으로 센다. 